# Bertrand V av Auvergne
Bertrand V av Auvergne, född okänt år, död 1461, var regerande greve av Auvergne från 1437 till 1461. 